# Lagoa (kommun i Brasilien, Paraíba)
Lagoa är en kommun i Brasilien.   Den ligger i delstaten Paraíba, i den östra delen av landet, 1 500 km nordost om huvudstaden Brasília. Antalet invånare är 4 681.
Omgivningarna runt Lagoa är huvudsakligen savann. Runt Lagoa är det ganska glesbefolkat, med 23 invånare per kvadratkilometer.